# Mutaga IV
Mutaga IV Mbikije (c.1892–1915) est le fils du mwami Mwezi IV et de la reine Ntibanyiha Bizama. Il est roi du Burundi du 21 août 1908 au 30 novembre 1915.

## Biographie
Il hérite du trône à l’âge de 15 ans, après la mort de son père survenue en 1908, sous le nom de règne de Mutaga. Étant trop jeune pour assurer la continuité, il gouverne à l'aide d'un conseil de régence composé d'une autre épouse de son père, Ririkumutima, et d'un demi-frère de ce père, Ntanigera. Mutaga IV meurt prématurément en novembre 1915 à la suite d'une rixe qui l'aurait opposé à son jeune frère, le prince Bangura.
Il a deux fils, portant le prédicat d'altesse royale : 
1. le prince Bangiricenge (1911-1977), futur roi Mwambutsa IV (1915-1966)
2. le prince Ignace Kamatari (mort en 1964)